# 卡爾達希夫卡 (蘇梅區)
50°59′33″N 34°45′4″E / 50.99250°N 34.75111°E
卡爾達希夫卡（烏克蘭語：Кардашівка）是位於烏克蘭東北部的村莊，由蘇梅州蘇梅區的蘇梅市鎮負責管轄。該村處於奧萊什尼亞河右岸，距離斯泰茨基夫卡和舍夫琴科韋1公里，海拔高度153米，2001年人口65。